# Mršeča vas
Mršeča vas este o localitate din comuna Šentjernej, Slovenia, cu o populație de 36 de locuitori.